# Acció del 14 de setembre de 1914
L'acció del 14 de setembre de 1914 va ser un combat entre el creuer auxiliar britànic HMS Carmania i el creuer auxiliar alemany SMS Cap Trafalgar en l'illa de Trindade, a l'oceà Atlàntic, durant la Primera Guerra Mundial.

## Antecedents
El SMS Cap Trafalgar va començar el seu viatge inaugural el 10 d'abril de 1914 d'Hamburg (Alemanya) per als ports sud-americans de Brasil, Argentina i Uruguai. Era el transatlàntic més gran fins a la data en el servei d'Amèrica del Sud i entre els més luxosos. Quan es va declarar la guerra a Europa l'agost de 1914, el SMS Cap Trafalgar estava en Buenos Aires (Argentina), i es va quedar allí a l'espera d'ordres.
Com ja s'havia planejat, va ser requisat per la Kaiserliche Marine (Armada Imperial Alemanya) per a convertir-lo en creuer auxiliar. Se li va donar el nom en clau Hilfskreuzer B (creuer auxiliar B) i el va comandar el Korvettenkapitän (capità de corbeta) Julius Wirth. Es va armar el vaixell amb dos canons navals 10,5 cm SK L/45 i sis canons QF 1-pounder pom-pom, manejats per personal naval amb experiència, i se li va donar la missió d'enfonsar vaixells mercants britànics.
Al 18 d'agost, va arribar a Montevideo (Uruguai) per a proveir-se de carbó i després va navegar fins a la remota illa brasilera de Trindade, a uns 1.200 km a l'est de la part continental del Brasil, junt amb la canonera SMS Eber. Després d'un creuer infructuós inicial, el SMS Cap Trafalgar va tornar el 13 de setembre a la base secreta de proveïment de l'illa de Trindade per proveir-se de carbó dels vaixells carboners alemanys.

## L'acció
Al 14 de setembre, el SMS Cap Trafalgar va ser descobert mentre estava en la seva base pel creuer auxiliar HMS Carmania, un transatlàntic de la Cunard Line que havia estat convertit en creuer auxiliar per escortar combois i per atacar els vaixells carboners alemanys i petits vaixells de guerra que poguèssin utilitzar l'illa inhòspita com una base contra la marina mercant britànica.
El HMS Carmania va veure el fum del SMS Cap Trafalgar a primera hora del matí, i unes hores més tard va ser capaç de sorprendre el vaixell alemany amb dos vaixells carboners a l'únic port de l'illa. Per coincidència, el SMS Cap Trafalgar estava disfressat com el HMS Carmania (alguns expliquen amb gràcia, però incorrectament, que el HMS Carmania estava disfressat com el SMS Cap Trafalgar).

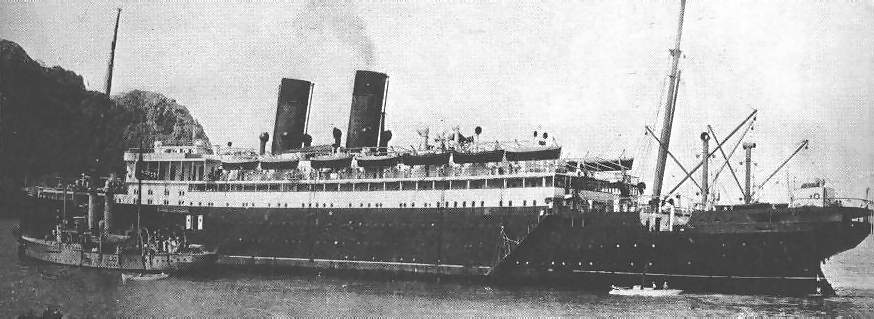
SMS Cap Trafalgar i
SMS Eber en Trindade

Tant el capità del SMS Cap Trafalgar com el del HMS Carmania es van adonar que, per combatre amb èxit en una acció, els seus respectius vaixells requerien molt espai; per tant, els vaixells es van allunyar diversos quilòmetres de l'aflorament de l'illa de Trindade a fi d'obtenir l'espai necessari. En aquest moment, el SMS Cap Trafalgar va enviar missatges codificats en alemany per ràdio, anunciant el combat amb el HMS Carmania. A continuació, els dos vaixells es van col·locar cara a cara i van començar a lluitar.

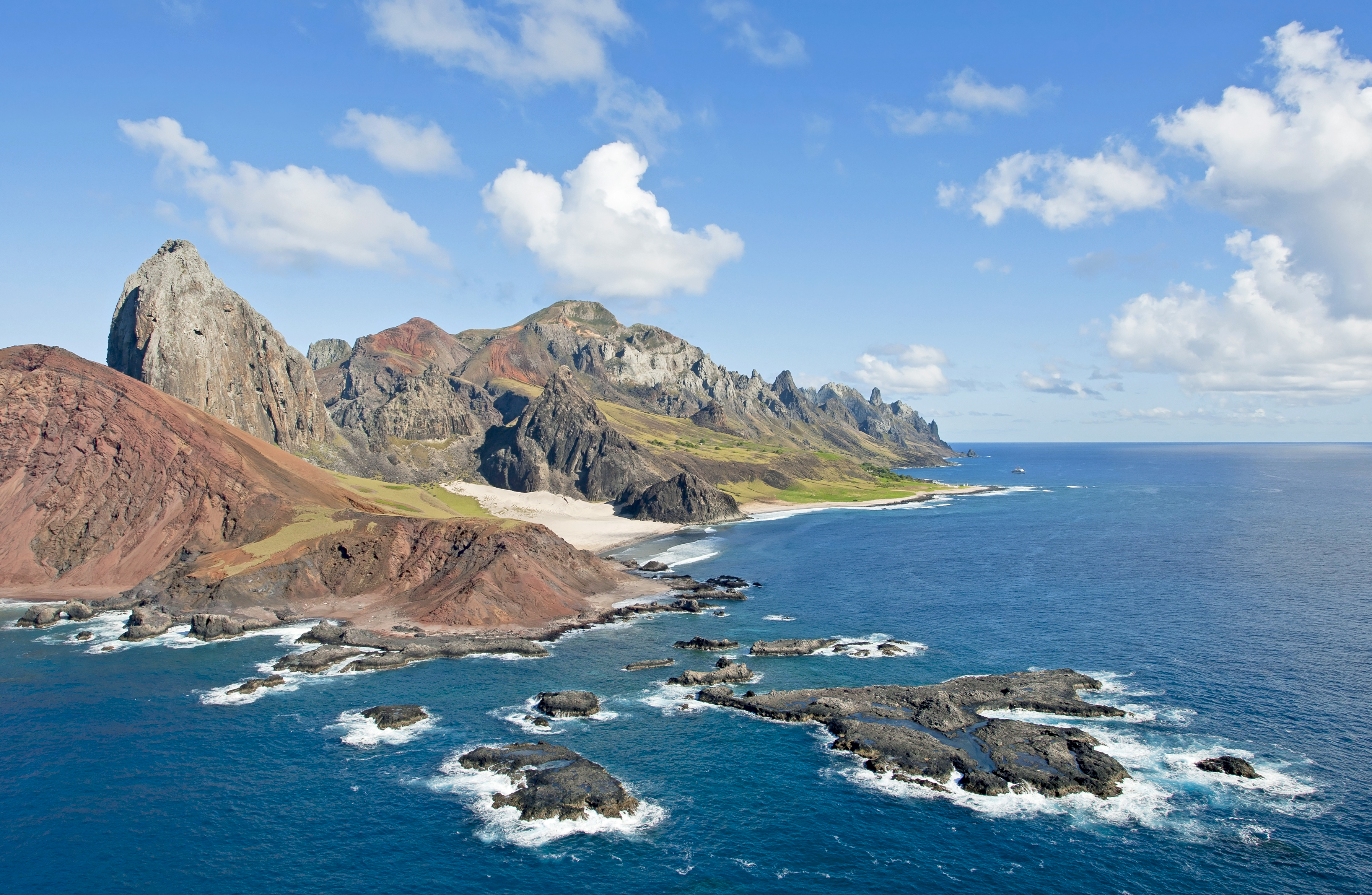
Vista de l'illa de Trindade

El HMS Carmania va disparar massa aviat, aconseguint així el primer impacte contra el SMS Cap Trafalgar. Malgrat això, el HMS Carmania va patir molt durant les següents dues hores; va ser colpejat 79 vegades, la seva línea de flotació va quedar submergida, i tenia el seu pont totalment destruït pel foc de l'artilleria. No obstant això, els seus canons tenien un abast més llarg i finalment es van iniciar incendis en ambdós vaixells. Els mariners dels dos vaixells van disparar amb metralladores als seus homòlegs quan els dos vaixells es van apropar a pocs metres d'un de l'altre, en un estil de lluita més afí amb les guerres napoleòniques que a la Primera Guerra Mundial.
Quan semblava que els incendis del HMS Carmania estaven fora de control, el SMS Cap Trafalgar es va desviar i van baixar els bots salvavides mentre es va escorar a babord. Un impacte per sota de la línia de flotació havia trencat diversos compartiments i el vaixell es va enfonsar ràpidament. Els vaixells carboners van ser capaços de rescatar a 279 mariners del naufragi abans que s'enfonsés. Van morir 51 homes entre el combat i l'enfonsament (altres informes diuen que van ser 16 o 17 persones que van perdre la vida), incloent-hi el capità Julius Wirth.
El HMS Carmania va quedar igualment destrossat, severament danyat i cremat, amb 9 homes morts i molts més de ferits. Va ser en aquest punt que va arribar a la zona el creuer armat alemany SMS Kronprinz Wilhelm, pel que sembla per donar el cop de gràcia al vaixell britànic. No obstant això, el capità del SMS Kronprinz Wilhelm temia un parany, ja que hi havien molts vaixells alemanys i Aliats a la zona que, sens dubte, havien escoltat els missatges de ràdio del SMS Cap Trafalgar, que, encara que es van emetre en codi alemany, van ser complementats pels missatges del HMS Carmania amb el codi britànic. Atès que diversos vaixells de guerra estaven en camí a la ubicació i que el SMS Cap Trafalgar ja estava enfonsat, el capità del SMS Kronprinz Wilhelm va marxar de la zona sense disparar un tret.

## Conseqüències
A causa dels danys de combat, el HMS Carmania tenia dificultats per a navegar. L'endemà, el creuer Bristol el va recollir i el va acompanyar fins a l'arxipèlag Houtman Abrolhos, un grup d'esculls del Brasil. Allí es van fer les reparacions necessàries: «Setanta-nou projectils i innombrables bales havien assolit el nostre vaixell, de manera que hi havien 304 forats.»
Els supervivents del SMS Cap Trafalgar van ser rescatats pel carboner Eleonore Woermann i portats a Buenos Aires (Argentina). La majoria d'ells van ser internats a l'Illa Martín García, a la part controlada per Argentina, fins al final de la guerra.